# Fossorochromis rostratus
Fossorochromis là một monotypic chi của cichlid đặc hữu của hồ Malawi ở Đông Phi, ở đó nó được tìm thấy ở the waters của Malawi, Mozambique, và Tanzania. The single species, Fossorochromis rostratus, là một large (> 20 cm| > 8 in), sexually dimorphic cichlid.
Môi trường sống tự nhiên của chúng là hồ nước ngọt. As for most cichlids, brood care is highly developed, the eggs và larvae being mouthbrooded by the female.